# Chung Hoon
Chung Hoon (kor. 정훈; ur. 29 kwietnia 1969 w Buan) – południowokoreański judoka. Brązowy medalista olimpijski z Barcelony 1992, w kategorii do 71 kg.
Mistrz świata w 1991; trzeci w 1991. Triumfator igrzysk azjatyckich w 1990 i 1994. Mistrz Azji w 1991. Brązowy medalista igrzysk Azji Wschodniej w 1993 roku.

## Letnie Igrzyska Olimpijskie 1992
| Konkurencja | Rundy eliminacyjne  | Rundy eliminacyjne   | Rundy eliminacyjne    | Rundy eliminacyjne  | Runda finałowa          | Runda finałowa          | Klas. końcowa |
| Konkurencja | Przeciwnik I        | Przeciwnik II        | Przeciwnik III        | Przeciwnik IV       | 1/2                     | o 3. miejsce            | Miejsce       |
| ----------- | ------------------- | -------------------- | --------------------- | ------------------- | ----------------------- | ----------------------- | ------------- |
| 71 kg       | Malick Seck (SEN) Z | Steve Corkin (NZL) Z | Massimo Sulli (ITA) Z | Oren Smadża (ISR) Z | Bertalan Hajtós (HUN) P | Bruno Carabetta (FRA) Z | 3.            |